# 涅米林齊 (舊康斯坦丁諾夫區)
49°37′39″N 27°19′11″E / 49.62750°N 27.31972°E
內米林齊（烏克蘭語：Немиринці）是位於烏克蘭西部的村莊，由赫梅利尼茨基州裡赫梅利尼茨基區的米羅柳布內市鎮負責管轄。該村始建於1629年，面積1.56平方公里，海拔高度283米，2001年人口359。